# Arbeitskraft
Unter Arbeitskraft versteht man in der Wirtschaft die mit körperlicher oder geistiger Tätigkeit verbundene Fähigkeit, eine bestimmte Arbeitsleistung zu erbringen. Umgangssprachlich werden auch Arbeitspersonen als „Arbeitskräfte“ bezeichnet.

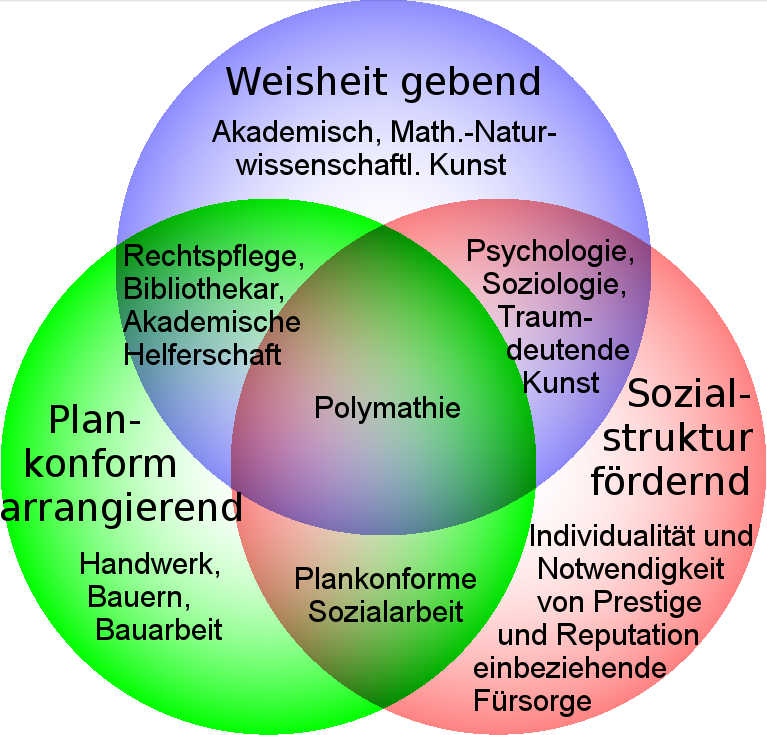
Arten der Betätigung

Nur Menschen haben die Fähigkeit entwickelt, Arbeit zu leisten. Diese Arbeit kann aus körperlicher oder geistiger Arbeit, auf Plankonformität, Weisheitsvermittlung oder Sozialstrukturförderung beruhender Arbeit (Art der Betätigung) oder leitender oder ausführender Arbeit (Rangstellung) bestehen. Das Kompositum Arbeitskraft setzt sich aus den Bestandteilen „Arbeit“ für jede Art von Tätigkeit gegen Arbeitsentgelt und „Kraft“ im Sinne einer Person (wie bei Führungskraft, Fachkraft oder Bürokraft) und weniger der physikalischen Kraft zusammen. Danach handelt es sich um Personen, die Arbeit gegen Entgelt leisten.

## Begriffsgeschichte
Arbeit stammt aus dem Lateinischen arvus („Ackerlandbearbeitung“), über das Althochdeutschen arabeit, über das Mittelhochdeutsche arebeit. Kraft ist germanischen Ursprungs und bezeichnete Muskelanspannung.
Die führenden Vertreter der klassischen Nationalökonomie befassten sich mit der menschlichen Arbeitskraft und entwickelten hieraus unter anderem ihre Lohnfondstheorien. Später griff Karl Marx die Klassiker auf und machte mit seiner philosophischen Definition des Arbeitsbegriffs auch den Arbeiter bzw. dessen Arbeitskraft zu einem zentralen Faktor seiner Kritik der politischen Ökonomie.

### Klassische Nationalökonomie
Jacques Turgot verstand 1766 unter Arbeit einerseits nur die vom Boden getrennte Arbeitskraft, andererseits aber auch das von dieser Arbeitskraft geschaffene Produkt. Adam Smith wies im März 1776 in seinem berühmten Buch Der Wohlstand der Nationen nach, dass durch Arbeitsteilung (Spezialisierung) die Arbeitsproduktivität der Arbeitskraft erheblich gesteigert werden kann. Jean-Baptiste Say erkannte als erster im Jahre 1817, dass alle Güter durch das Zusammenwirken dreier Produktionsfaktoren entstehen, und zwar der Natur (der Boden; französisch agents naturels), des Kapitals (französisch capital) und der menschlichen Arbeitskraft (französisch faculté industrielle). David Ricardo betonte 1817, dass die Nachfrage nach Arbeitskraft nicht entsprechend dem gesamten Kapital wächst, sondern nur mit dem umlaufenden, soweit es als Lohnfonds dient. Er forderte, dass die Löhne ausreichen müssten, um die physische Arbeitskraft der Bevölkerung zu erhalten. Er stellt sein Lohngesetz als die Folge aus der Tatsache hin, dass das natürliche Angebot von Arbeit (Vermehrung von Arbeitskräften) schneller zunehme als das der Beschäftigung von Arbeitskräften dienende zirkulierende Kapital. Deshalb führe eine Verringerung des zirkulierenden Kapitals zu einer sinkenden Nachfrage nach Arbeitskräften. Für den deutschen Nationalökonomen Hermann Roesler ist die Arbeitskraft 1871 „nur die organisch bestimmte Form einer Quantität Unterhaltsmasse, welche sich im fortlaufenden Lebensprozess des Individuums ständig zu verflüchtigen strebt“.

### Karl Marx
Der noch bei David Ricardo und Adam Smith lediglich anklingende Warencharakter der Arbeitskraft im Kapitalismus findet sich voll entfaltet bei Marx. Für ihn war die Arbeitskraft eine „Ware“, denn der Käufer der Arbeitskraft (Arbeitgeber, Kapitalist) konsumiert sie, indem er ihren Verkäufer (Arbeitnehmer, Proletarier) arbeiten lässt. „Unter Arbeitskraft oder Arbeitsvermögen verstehen wir den Inbegriff der physischen und geistigen Fähigkeiten, die in der Leiblichkeit, der lebendigen Persönlichkeit eines Menschen existieren und die er in Bewegung setzt, sooft er Gebrauchswerte irgend einer Art produziert“. „Jeder Betrieb der Warenproduktion wird zugleich Betrieb der Ausbeutung der Arbeitskraft“. Dabei bleibt die Persönlichkeit des Proletariers unberührt, denn er verkauft nur einen Teil von sich – die Arbeitskraft – und dies auch nur zeitlich begrenzt. Die Marxsche Mehrwerttheorie beruht auf einer Unterscheidung von Arbeitskraft und Arbeit. Marx war der Auffassung, dass weder Boden noch Kapital einen Wert schaffen würden, sondern allein die Arbeitskraft. Da der von der Arbeitskraft geschaffene Neuwert im kapitalistischen Produktionsprozess höher sei als ihr im Lohn ausgedrückter eigener Wert, könne der Überschuss als Mehrwert angeeignet werden. Der Mehrwert der Ware entspringe somit aus dem Gebrauchswert der „Ware Arbeitskraft“ bzw. deren Konsumtion durch den Kapitalisten, von dessen Standpunkt der Arbeitsprozess lediglich die Anwendung der von ihm gekauften „Ware Arbeitskraft“ sei, die er jedoch nur dann verwenden könne, wenn er ihr die erforderlichen Produktionsmittel bereitstelle.

#### Arbeitskraft in der Kritik der politischen Ökonomie
Ausgehend von seiner philosophischen Definition der Arbeit analysiert Marx – im Gegensatz zur klassischen Nationalökonomie – den im Kapitalismus vorherrschenden Produktionsprozess dialektisch als Kampf und Einheit der Produktionsverhältnisse und Produktivkräfte. Den Hauptwiderspruch in der kapitalistischen Produktionsweise erkennt er in der eigentumsrechtlichen Trennung der Arbeitskraft der Lohnarbeiter von den Produktionsmitteln. Lohnarbeiter sind gezwungen, den Kapitaleignern ihre Arbeitskraft als Ware zu verkaufen. Der Wert dieser Ware bestimmt sich gemäß Arbeitswertlehre als die Arbeitszeit, die notwendig ist, um die Arbeitskraft der Arbeiter zu erhalten. Marx erklärt dann den Mehrwert damit, dass die Lohnarbeiter länger arbeiten als zur Reproduktion ihrer eigenen Arbeitskraft notwendig ist, also unbezahlte Mehrarbeit leisten. Der durch diese unbezahlte Mehrarbeit geschaffene Wert ist der Mehrwert, der bei den Kapitalisten verbleibt. Für Marx ist der Mehrwert also die Differenz zwischen dem Wert der Ware Arbeitskraft einerseits und dem während ihrer Verausgabung, also während der Gesamtarbeitszeit, geschaffenen Wert, dem Neuwert, andererseits.

#### Theoriegeschichte
Marx entwickelte das Konzept der Arbeitskraft erstmals in den Grundrissen der Kritik der politischen Ökonomie von 1857. Wie Friedrich Engels später bezüglich früherer Schriften anmerkt, „erscheinen Ausdrücke und ganze Sätze vom Standpunkt der späteren Schriften aus schief und selbst unrichtig ...“, weshalb er beispielsweise zur Wiederveröffentlichung von Marxens Lohnarbeit und Kapital Änderungen vornahm, die sich „alle um einen Punkt“ drehen: „Nach dem Original verkauft der Arbeiter für den Arbeitslohn dem Kapitalisten seine Arbeit, nach dem jetzigen Text seine Arbeitskraft.“ Engels arbeitete die Genese des Begriffs anhand der Entwicklung der klassischen politischen Ökonomie heraus: „Sobald ... die Ökonomen [die] Wertbestimmung durch die Arbeit anwandten auf die Ware 'Arbeit', gerieten sie von einem Widerspruch in den andern. Wie wird der Wert der 'Arbeit' bestimmt? Durch die in ihr steckende notwendige Arbeit. ... Die klassische Ökonomie versuchte es also mit einer andern Wendung; sie sagte: Der Wert einer Ware ist gleich ihren Produktionskosten. Aber was sind die Produktionskosten der Arbeit? Um diese Frage zu beantworten, müssen die Ökonomen der Logik ein bisschen Gewalt antun. Statt der Produktionskosten der Arbeit selbst, die leider nicht zu ermitteln sind, untersuchen sie nun, was die Produktionskosten des Arbeiters sind. ... Was die Ökonomen als die Produktionskosten 'der Arbeit' angesehen hatten, waren die Produktionskosten ... des lebendigen Arbeiters selbst. Und was dieser dem Kapitalisten verkaufte, war nicht seine Arbeit ... (die doch erst geschehen sein müsste), sondern er stellt dem Kapitalisten ... seine Arbeitskraft gegen eine bestimmte Zahlung zur Verfügung: Er vermietet resp. verkauft seine Arbeitskraft. ... Die Schwierigkeit, an der die besten Ökonomen scheiterten, solange sie vom Wert der 'Arbeit' ausgingen, verschwindet, sobald wir statt dessen vom Wert der 'Arbeitskraft' ausgehen. Die Arbeitskraft ist eine Ware in unsrer heutigen kapitalistischen Gesellschaft, eine Ware wie jede andere, aber doch eine ganz besondere Ware. Sie hat nämlich die besondere Eigenschaft, wertschaffende Kraft, Quelle von Wert zu sein, und zwar, bei geeigneter Behandlung, Quelle von mehr Wert, als sie selbst besitzt.“
Marx ermöglicht diese neue Fassung der Problematik unter anderem, die Kategorie der Mehrarbeit zu entwickeln und seine Mehrwerttheorie zu entfalten. Die Wichtigkeit der Unterscheidung zwischen Arbeit und Arbeitskraft macht Marx im Kapital unter anderem dann deutlich, wenn er festhält, dass die „Arbeitskraft, die in der Persönlichkeit des Arbeiters existiert, ... von ihrer Funktion, der Arbeit, ebenso verschieden ist, wie eine Maschine von ihren Operationen.“ Über die Probleme der klassischen politischen Ökonomie bei der Bestimmung des Werts der Arbeit äußert er sich beispielsweise folgenderweise: „Wodurch wäre also der Wert z. B. eines zwölfstündigen Arbeitstages bestimmt? Durch die in einem Arbeitstag von 12 Stunden enthaltenen 12 Arbeitsstunden, was eine abgeschmackte Tautologie ist.“ Wie Engels beschreibt auch Marx die Problematik der klassischen politischen Ökonomie: „Beschäftigt mit dem Unterschied zwischen den Marktpreisen der Arbeit und ihrem sog. Wert, ... entdeckte man niemals, dass der Gang der Analyse nicht nur von den Marktpreisen der Arbeit zu ihrem vermeintlichen Wert, sondern dahin geführt hatte, diesen Wert der Arbeit selbst wieder aufzulösen in den Wert der Arbeitskraft. Die Bewusstlosigkeit über dies Resultat ihrer eignen Analyse ... verwickelte ... die klassische politische Ökonomie in unauflösbare Wirren und Widersprüche“.
In Anschluss an Louis Althusser könnte argumentiert werden, Marx und Engels nehmen eine Art symptomale Lektüre der klassischen politischen Ökonomie vor, das heißt, sie arbeiten die ungestellten Fragen und damit verbundenen Problematiken heraus, auf die die Klassiker jedoch implizit schon eine Antwort gaben, nämlich dass der von ihnen so bezeichnete Wert der Arbeit eigentlich den Wert der Arbeitskraft darstellt.

## Heutiges Verständnis über die Arbeitskraft
Heute wird das Wort Arbeitskraft meist synonym für Arbeitnehmer verwandt. Sie sind die Anbieter von Arbeitskraft auf dem Arbeitsmarkt. Es gibt jedoch unterschiedliche Auffassungen darüber, ob es sich beim Tauschobjekt auf dem Arbeitsmarkt um Arbeitskraft, Arbeitsleistung, Arbeitsverhältnisse oder Arbeitsverträge handelt. Gudrun-Axeli Knapp versteht 1998 Arbeitskraft als die „auf bestimmte Anwendungsbedingungen hin spezifizierten Seiten des Arbeitsvermögens“, denn nur „in utopischen Verhältnissen nicht entfremdeter Arbeit (…) können subjektives Arbeitsvermögen und sich entäußernde Arbeitskraft als identisch … gedacht werden“.
Als Einheit zur Messung der Arbeitskraft wird heute häufig die Personenstunde (früher: Mannstunde) oder längere Zeiteinheiten herangezogen. Begriffe wie Arbeitskräftemangel oder -überschuss beherrschen die politische Debatte und stehen für Überbeschäftigung (höhere Arbeitsnachfrage) bzw. Unterbeschäftigung (höheres Arbeitsangebot, Arbeitslosigkeit, Erwerbspersonenpotential).